# Dictyomorpha hectica
Dictyomorpha hectica är en insektsart som beskrevs av Haupt 1926. Dictyomorpha hectica ingår i släktet Dictyomorpha och familjen Dictyopharidae. Inga underarter finns listade i Catalogue of Life.